# 20 (家入レオのアルバム)
『20』（トゥエンティ）は、家入レオの3枚目のオリジナルアルバム。2015年2月25日にビクターエンタテインメントから発売された。

## 解説
前作『a boy』から1年ぶり、家入にとって20代最初となるアルバム。タイトルについて家入は、「候補として挙げたタイトルがすべて“20歳”を意識していたものだったので、シンプルでわかりやすいもの、響きがいいものにしようって」と話している。前作以降にリリースされたシングル曲「純情」「Silly」「miss you」など、全12曲を収録。
CDは初回限定盤と通常盤の2種類でのリリース。初回限定盤には「miss you」のPVとそのメイキングやアートワークの撮影風景、および2014年12月13日に東京・新木場STUDIO COASTで開催されたバースデーライブの映像などが収録されたDVDが付属する。一方、通常盤にはボーナス・トラックとして「Silly」のアナザーバージョンが収録されている。

## 収録曲
CD
| #         | タイトル                             | 作詞               | 作曲      | 編曲           | 時間  |
| --------- | ------------------------------------ | ------------------ | --------- | -------------- | ----- |
| 1.        | 「miss you」                         | 家入レオ           | 西尾芳彦  | 佐藤希久生     | 4:24  |
| 2.        | 「little blue」                      | 家入レオ・西尾芳彦 | 西尾芳彦  | 佐藤希久生     | 4:14  |
| 3.        | 「Silly」                            | 家入レオ           | 西尾芳彦  | 鈴木Daichi秀行 | 4:31  |
| 4.        | 「lost in the dream」                | 家入レオ・西尾芳彦 | 西尾芳彦  | 佐藤希久生     | 3:42  |
| 5.        | 「心のカ・タ・チ 〜Another Story〜」 | 家入レオ           | 西尾芳彦  | 鈴木Daichi秀行 | 4:31  |
| 6.        | 「TWO HEARTS」                       | 家入レオ・西尾芳彦 | 西尾芳彦  | 三輪コウダイ   | 3:40  |
| 7.        | 「For you」                          | 家入レオ           | 西尾芳彦  | 三輪コウダイ   | 3:44  |
| 8.        | 「純情」                             | 家入レオ           | 西尾芳彦  | 佐藤希久生     | 3:47  |
| 9.        | 「Still」                            | 家入レオ・西尾芳彦 | 西尾芳彦  | 鈴木Daichi秀行 | 4:38  |
| 10.       | 「love & hate」                      | 家入レオ・西尾芳彦 | 西尾芳彦  | 三輪コウダイ   | 3:07  |
| 11.       | 「勇気のしるし」                     | 家入レオ           | 西尾芳彦  | 佐藤希久生     | 3:28  |
| 12.       | 「Last Song」                        | 家入レオ           | 西尾芳彦  | 佐藤希久生     | 2:40  |
| 合計時間: | 合計時間:                            | 合計時間:          | 合計時間: | 合計時間:      | 46:26 |

CD
| #         | タイトル                                            | 作詞      | 作曲      | 編曲       | 時間 |
| --------- | --------------------------------------------------- | --------- | --------- | ---------- | ---- |
| 13.       | 「Silly (Another Version)」(通常盤のみ Bonus Track) | 家入レオ  | 西尾芳彦  | 佐藤希久生 | 4:28 |
| 合計時間: | 合計時間:                                           | 合計時間: | 合計時間: | 合計時間:  | 4:28 |

DVD（初回限定盤のみ）
| #         | タイトル                                                                                      | 作詞  | 作曲・編曲 | 時間 |
| --------- | --------------------------------------------------------------------------------------------- | ----- | ---------- | ---- |
| 1.        | 「miss you」(Music Video / Another Version)                                                   |       |            | 4:34 |
| 2.        | 「純情」(Selections from LEO IEIRI LIVE 12/13 〜thanks 2014〜 at 新木場 STUDIO COAST)         |       |            | 6:09 |
| 3.        | 「Silly」(Selections from LEO IEIRI LIVE 12/13 〜thanks 2014〜 at 新木場 STUDIO COAST)        |       |            | 4:33 |
| 4.        | 「勇気のしるし」(Selections from LEO IEIRI LIVE 12/13 〜thanks 2014〜 at 新木場 STUDIO COAST) |       |            | 3:44 |
| 5.        | 「miss you」(Selections from LEO IEIRI LIVE 12/13 〜thanks 2014〜 at 新木場 STUDIO COAST)     |       |            | 4:24 |
| 6.        | 「Message」(Selections from LEO IEIRI LIVE 12/13 〜thanks 2014〜 at 新木場 STUDIO COAST)      |       |            | 4:07 |
| 7.        | 「Photo Session & Music Video Making Movies」                                                 |       |            | 9:06 |
| 合計時間: | 合計時間:                                                                                     | 36:37 |            |      |

### 楽曲解説
1. miss you
9thシングル。
2. little blue
家入はこの曲について「自分でもすごく大切にしている曲です」と話している[5]。
3. Silly
8thシングル。
4. lost in the dream
映画『カサブランカ』に刺激されて歌詞を作ったと家入は述べている[5]。
5. 心のカ・タ・チ 〜Another Story〜
3rdシングル「Bless You」のカップリング曲「心のカ・タ・チ」のアレンジバージョン。
6. TWO HEARTS
MBS・GAORA 第87回選抜高等学校野球大会中継・『みんなの甲子園』テーマソング[6]。
7. For you
7thシングルのカップリング曲。
8. 純情
7thシングル。
9. Still
10. love & hate
家入によると「いちばん私の軸に近い楽曲で人間の本能を丸裸にした曲」[5]。
11. 勇気のしるし
8thシングルのカップリング曲。
12. Last Song
家入は「この曲は13歳のときから支えてもらっている人やこれまで出会ってきた大切な人に向けて歌詞を書きました」と話している[5]。
13. Silly (Another Version)
通常盤のみ収録のボーナス・トラック。